# Rosalie Filleul
Pour les articles homonymes, voir Boquet et Filleul.
Pour les autres membres de la famille, voir Famille Boquet.
Rosalie Filleul, née Anne-Rosalie Boquet en 1752 à Paris, et morte guillotinée le 6 thermidor an II (24 juillet 1794), est une artiste peintre et pastelliste française, membre de l’Académie de Saint-Luc à Paris. Elle fut aussi concierge du château de la Muette.

## Biographie

### Enfance et mariage
C’était la fille de Blaise Boquet, peintre ornemaniste et marchand d’éventails installé rue Saint-Denis à Paris, et de Marie-Rosalie Hallé, peintre de miniatures. Elle avait pour oncles Louis-René Boquet, dessinateur de costumes de l’Opéra et inspecteur des Menus Plaisirs dont elle a fait le portrait, et Antoine Deville, receveur au bureau de la marque d’or et d’argent.
Amie d’Élisabeth Vigée-Le Brun qui évoque sa beauté dans ses Mémoires, elle suivit avec elle les leçons de Gabriel Briard, et se spécialisa dans le portrait et les natures mortes.
En 1773, elle est reçue « par mérite » à l’Académie de Saint-Luc avec un portrait d’Eisen, et elle exposa ses œuvres aux salons de 1774 à 1777, bénéficiant d’une critique assez favorable. Le portrait de sa mère, encore en possession de ses descendants au XXIe siècle, avait été très remarqué. Si son dessin avait beaucoup de correction, on trouvait toutefois de la « dureté » à son coloris.
Le 8 septembre 1777, elle épousa Louis Filleul de Besne, écuyer du roi, qui possédait le charge lucrative de concierge du château royal de la Muette.

### Portraitiste de cour et concierge
Après son mariage, elle vécut avec son mari à l’hôtel dit de Travers, situé rue Bois-le-vent, à Passy, non loin du parc de la Muette. Houdon avait sculpté son buste au moment de son mariage. Ayant été remarquée de la reine, qui venait à la Muette, elle fut appelée à portraiturer plusieurs membres de la famille royale. La plupart de ces portraits, placés au Garde Meuble, ont disparu avec la Révolution, et on ne conserve aujourd’hui que ceux des enfants de la comtesse d’Artois.
À cette époque, elle cultivait des relations brillantes et recevait des commandes de portraits. Le marquis de Cubières, Mme de Bonneuil, la famille Sorin de Bonne, Benjamin Franklin, posèrent tour à tour pour elle. Quand son mari tomba gravement malade en 1786, d’une maladie qui devait l’emporter deux ans plus tard, elle obtint de la reine de pouvoir le remplacer dans l’exercice de la charge de concierge de la Muette, une activité qui devait cesser en 1787.
Rosalie Filleul qui obtint de conserver son logement de fonction, continua néanmoins de peindre tant à l’huile qu’au pastel, et elle a également réalisé quelques miniatures dont un portrait de son amie Marguerite Émilie Chalgrin, fille de Joseph Vernet qui vint habiter à l’hôtel de Travers.

### La Terreur
Favorable à la Révolution dans sa version constitutionnelle, Rosalie Filleul pensait n’avoir rien à redouter des événements. Elle prit des risques en décidant de porter le deuil le jour des rois (1794). Elle disposait, selon un usage consacré, de meubles de rebut qui provenaient du château de la Muette. Or ces meubles étaient revêtus de la marque royale, et elle commit l’imprudence, au plus fort de la Terreur, de confier à un brocanteur certains d’entre eux à la vente. Le bruit courut qu’on avait déménagé l’ancien château royal, au détriment de la Nation, et que Rosalie Filleul était l’une des complices de ce vol. Dénoncée au Comité de sûreté générale, elle fit l’objet d’une surveillance spéciale de la part du policier Blache, qui chercha à la prendre en flagrant délit chez son brocanteur. Les faits avérés, des perquisitions suivirent, et Rosalie Filleul, entrainant son amie Marguerite Émilie Chalgrin, fut, pour cause de vol et recel d’objets appartenant à la République, condamnée à la peine de mort par le Tribunal révolutionnaire. Malgré l’intervention de Carle Vernet en faveur de Mme Chalgrin, sa sœur, celle-ci fut également reconnue coupable et condamnée, et les deux femmes furent guillotinées avec leurs complices place du Trône-Renversé. Leur mémoire est conservée dans la Chapelle de la Congrégation des Sacrés Cœurs, 35 rue de Picpus à Paris (plaque des guillotinées n° 1166), à côté du cimetière révolutionnaire de Paris.

## Œuvres
- Les Petits Bouffons, 1778.
- Chantilly. Vue du hameau dans le jardin anglais.
- Vue du Château de Chantilly prise du haut du vertugadin.
- Château de Chantilly. Vue prise sur les bords du canal.
- Chantilly. Vue de la grotte du jardin anglais.
- Chantilly. Vue de la grange du jardin anglais.
- Chantilly. Vue de la ménagerie.
- Château de Chantilly. Vue prise de la pelouse.
- Chantilly. Vue de la tête du Grand-Canal.

## Apparat savant